# 措利科芬

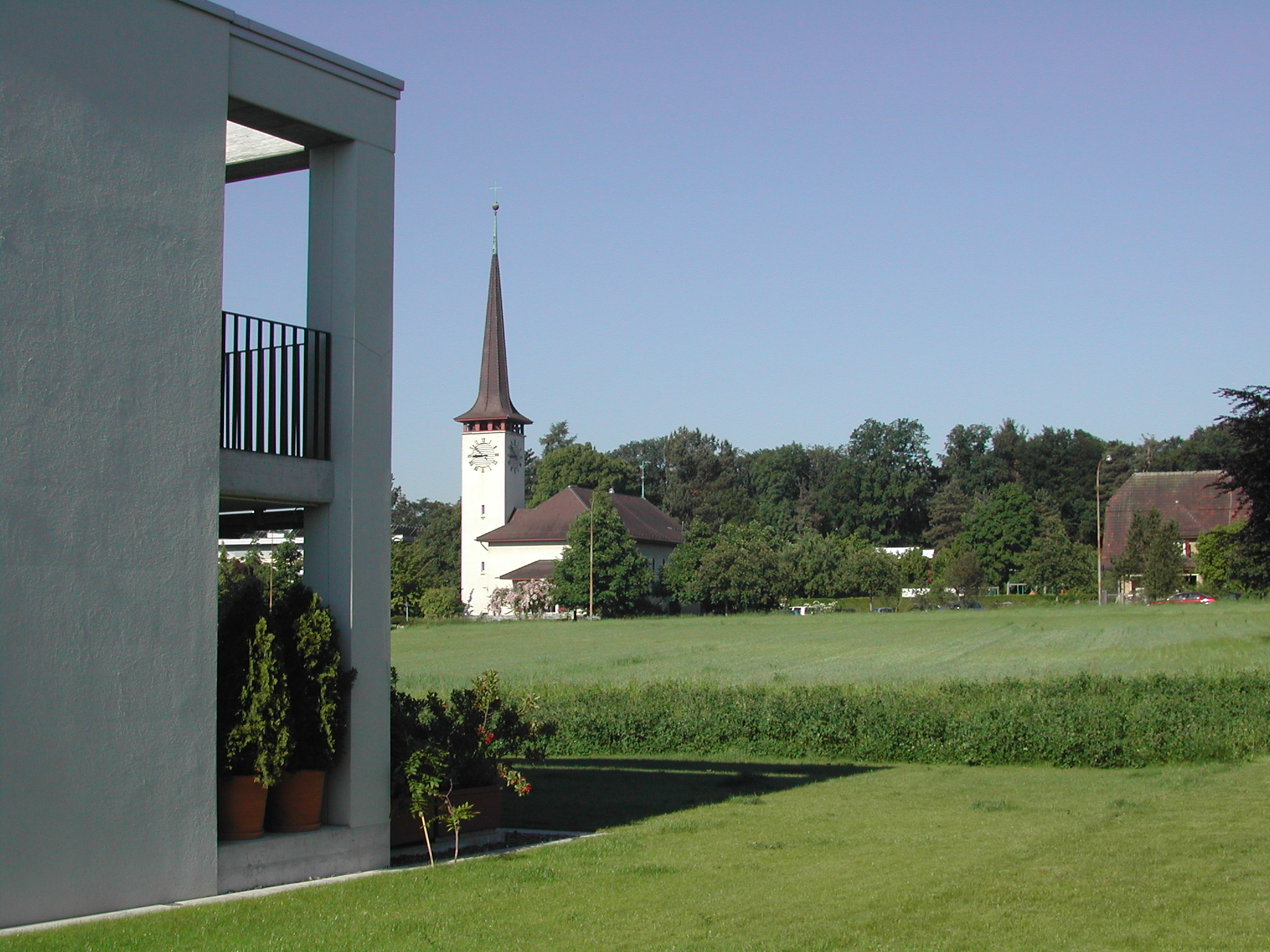

措利科芬（Zollikofen）是瑞士的城鎮，位於該國中西部，由伯恩州負責管轄，面積5.39平方公里，海拔高度557米，2011年人口9,796，五成半人口信奉基督教，人口密度每平方公里1817人。